# Volero Le Cannet
Il Volero Le Cannet è una società pallavolistica femminile francese con sede a Le Cannet: milita nel campionato di Ligue A.

## Storia
Il Volero Le Cannet viene fondato nel 2018, con a capo l'ex pallavolista Jelena Lozančić, a seguito dell'interessamento di Stav Jacobi, presidente del club pallavolistico del Volero Zurigo, il quale si propone di costituire una società che abbia come modello quella del club svizzero, quindi con una prima squadra e varie squadre giovanili.
Il Volero Le Cannet eredita il titolo sportivo dal Le Cannet, ottenendo il diritto di partecipare sia alla Ligue A, per la stagione 2018-19, che alle competizioni europee, precisamente alla Challenge Cup: ottiene inoltre una wild card che gli consente di accedere al campionato mondiale per club 2018, eliminato tuttavia già nella fase a gironi.
Nella stagione 2021-22 si aggiudica il primo trofeo della propria storia, la Coppa di Francia, seguita dalla vittoria dello scudetto, bissato nell'annata successiva. Nella stagione 2023-24 vince la Supercoppa francese.

## Rosa 2024-2025
| N° | Nome                 | Ruolo | Data di nascita   | Nazionalità sportiva |
| -- | -------------------- | ----- | ----------------- | -------------------- |
| 1  | Izabela Štimac       | L     | 12 novembre 2000  | Croazia              |
| 2  | Maéva Schalk         | S     | 14 dicembre 2005  | Francia              |
| 3  | Naiane Ross          | P     | 29 novembre 1994  | Brasile              |
| 4  | Morgahn Fingall      | O     | 6 maggio 2001     | Stati Uniti          |
| 5  | Maša Kirov           | C     | 16 agosto 2005    | Serbia               |
| 6  | Natal'ja Suvorova    | L     | 5 marzo 2004      | Russia               |
| 7  | Rūta Staniulytė      | C     | 14 agosto 1998    | Lituania             |
| 9  | Alina Popova         | S     | 4 gennaio 2005    | Russia               |
| 10 | Anastasija Kornienko | P     | 9 settembre 1992  | Russia               |
| 11 | Nilda Matuca         | C     | 20 maggio 2002    | Angola               |
| 13 | Bianka Mumcular      | O     | 18 giugno 2006    | Turchia              |
| 14 | Marie Andriamaherizo | C     | 5 luglio 2001     | Francia              |
| 15 | Maria Tabacuks       | S     | 10 febbraio 2007  | Germania             |
| 17 | Adéla Démar          | L     | 19 maggio 1998    | Rep. Ceca            |
| 18 | Liubou Svetnik       | S     | 14 settembre 2005 | Bielorussia          |
| 20 | Emma Carton          | S     | 21 ottobre 2002   | Francia              |

## Palmarès
- Campionato francese: 2

2021-22, 2022-23
- Coppa di Francia: 1

2021-22
- Supercoppa francese: 1

2023